# Giacomo Carabelli
Giacomo Carabelli (Carnago, 16 agosto 1886 – Siracusa, 16 luglio 1932) è stato un arcivescovo cattolico italiano.

## Biografia
È nato il 16 agosto 1886 a Carnago, nell'arcidiocesi di Milano.
Il 17 luglio 1910 è stato ordinato presbitero.
Il 13 aprile 1921 papa Benedetto XV lo ha nominato arcivescovo metropolita di Siracusa. Ha ricevuto l'ordinazione episcopale il successivo 22 maggio dal cardinale Giuseppe Francica-Nava de Bondifè, arcivescovo di Catania, co-consacranti Damaso Pio De Bono, vescovo di Caltagirone, e Mario Sturzo, vescovo di Piazza Armerina.
È morto il 16 luglio 1932.

## Genealogia episcopale
La genealogia episcopale è:
- Cardinale Scipione Rebiba
- Cardinale Giulio Antonio Santori
- Cardinale Girolamo Bernerio, O.P.
- Arcivescovo Galeazzo Sanvitale
- Cardinale Ludovico Ludovisi
- Cardinale Luigi Caetani
- Cardinale Ulderico Carpegna
- Cardinale Paluzzo Paluzzi Altieri degli Albertoni
- Papa Benedetto XIII
- Papa Benedetto XIV
- Papa Clemente XIII
- Cardinale Marcantonio Colonna
- Cardinale Giacinto Sigismondo Gerdil, B.
- Cardinale Giulio Maria della Somaglia
- Cardinale Luigi Lambruschini, B.
- Cardinale Girolamo d'Andrea
- Vescovo Giovanni Battista Guttadauro di Reburdone
- Cardinale Giuseppe Francica-Nava de Bondifè
- Arcivescovo Giacomo Carabelli